# Anne Louise Ashley-Greenstreet
Anne Louise Ashley-Greenstreet, född 1835, död 1915, var en engelsk författare som finns representerad med originaltext (1871) till ett verk i 1986 års psalmbok (nr 207), vilken översattes av Lina Sandell (1879).

## Psalmer
- En liten stund med Jesus (skriven 1871)